# Agallis
Agallis es un género de plantas con flores con una sola especie, Agallis montana, en la familia Brassicaceae. 
Está considerado un sinónimo del género Tropidocarpum Hook.